# Standard Ethics
Standard Ethics è un'agenzia di rating indipendente sulla sostenibilità, con sede a Londra. Assume l'attuale denominazione nel 2014, precedentemente denominata Standard Ethics Aei aveva sede a Bruxelles dal 2004. In Italia, secondo l'Enciclopedia Treccani, è la prima a coniare ed utilizzare il termine rating etico .
L'agenzia si qualifica come "self-regulated sustainability rating agency" per avere volontariamente adottato - in assenza di regole sui Rating ESG (Environmental, Social and corporate Governance) - il modello e i vincoli delle agenzie di rating di merito creditizio. L'agenzia è anche nota per avere introdotto un approccio standard ed "istituzionale" ai rating sulla sostenibilità, distinguendo le valutazioni ESG sulla Responsabilità sociale d'impresa rispetto a quelle sulla sostenibilità, la quale è, secondo l'agenzia, una nozione globale e generale la cui definizione non spetta alle imprese o agli investitori ma solo alle istituzioni sovranazionali.
Infatti, emette lo Standard Ethics Rating, una valutazione di sostenibilità e governance fondata sulla "compliance" ai principi e alle indicazioni volontarie delle Nazioni Unite, dell'Organizzazione per la Cooperazione e lo Sviluppo Economico (OCSE) e dell'Unione europea. Misurando l'aderenza solamente ad indicazioni internazionali, Standard Ethics adotta un principio ethic neutral nelle proprie valutazioni. Dal punto di vista del modello di attività, essendosi autoregolata sul modello della agenzie di rating tradizionali (vigilate dall'ESMA), essa introduce nel settore l'Applicant-Pay model, per cui il servizio viene svolto per le imprese richiedenti il rating e non per gli investitori sotto forma di consulenza d'investimento. Un modello che prevede terzietà verso il mercato e gli investitori (a cui i rating sono diretti).

## Standard Ethics Rating
Lo Standard Ethics Rating (SER) è un Sustainability Solicited Ratings (SSR), appartiene alla categoria dei rating extra finanziari richiesti e sollecitati dall'impresa. Nello specifico, lo Standard Ethics Rating (SER) si concentra nella valutazione degli aspetti di governo societario, ambientali e sociali e misura il livello di compliance alle indicazioni della UE, dell'OCSE e delle Nazioni Unite, quindi offre una misura sulla adesione alle maggiori indicazioni internazionali sulla sostenibilità.
Standard Ethics collega al Rating anche una valutazione quali-quantitativa sul rischio reputazionale dell'impresa.
La metodologia ed il sistema di valutazione sotto forma di un Rating ad 9 livelli, fu introdotto da Standard Ethics, nel 2002: EEE; EEE-; EE+ ; EE; EE-; E+; E; E-; F ; dove “EEE” rappresenta il modello, “EE” la media, la singola “E” sotto la media. Le nazioni o società quotate che si discostano in modo eccessivo dai valori delle Nazioni Unite non ricevono il Rating e vengono incluse tra gli emittenti “sospesi”. La misurazione è ora adottata anche da altre case e rimane il più lungo studio statistico pubblico sulla Responsabilità sociale d'impresa delle grandi aziende quotate.

L'Agenzia fornisce al richiedente solo servizi inerenti al rating, e comunica di non effettuare consulenza e non utilizzare i dati raccolti per ricerche a pagamento verso asset management o banche.

## Indici
L'agenzia londinese copre i maggiori mercati borsistici dell'area Ocse e le maggiori società quotate, compresa l'Italia con indici nazionali o settoriali. Sono indici i cui componenti e pesi vengono resi gratuitamente noti.  
Nel 2013 Standard Ethics ha lanciato lo Standard Ethics Italian Banks Index sul sistema bancario italiano e dal 1º gennaio 2014 lo Standard Ethics Italian Index.
Le maggiori società quotate italiane sono sotto osservazione da Standard Ethics (da oltre quindici anni) sono così valutate (lista di aggiornamento dei rating pubblicati sul sito di SE alla data pubblicata a lato del rating nella tabella sottostante):
Per tutte le informazioni piu' aggiornate relative ai rating pubblici di Standard Ethics si rimanda al sito: http://www.standardethicsrating.eu/
| Company             | Rating | Outlook  | Date of last information download from SE website |  |
| ------------------- | ------ | -------- | ------------------------------------------------- |  |
| Eni                 | EE+    |          | Dicembre 2019                                     |  |
| Saipem              | EE-    |          | Dicembre 2019                                     |  |
| Enel                | EE     |          | Dicembre 2019                                     |  |
| UniCredit           | EE+    |          | Dicembre 2019                                     |  |
| Azimut              | E+     |          | Dicembre 2019                                     |  |
| BPER Banca          | EE-    | Positivo | Dicembre 2019                                     |  |
| Banco BPM           | EE-    | Positivo | Dicembre 2019                                     |  |
| Generali            | EE     |          | Dicembre 2019                                     |  |
| Brembo              | EE-    |          | Dicembre 2019                                     |  |
| STMicroelectronics  | EE     |          | Dicembre 2019                                     |  |
| UBI Banca           | EE     | Negativo | Dicembre 2019                                     |  |
| Campari             | E+     |          | Dicembre 2019                                     |  |
| FCA                 | E      |          | Dicembre 2019                                     |  |
| CNH Industrial      | E+     | Positivo | Dicembre 2019                                     |  |
| A2A                 | EE     |          | Dicembre 2019                                     |  |
| Ferrari             | E+     |          | Dicembre 2019                                     |  |
| Intesa Sanpaolo     | EE     |          | Dicembre 2019                                     |  |
| FinecoBank          | EE+    |          | Luglio 2020                                       |  |
| Prysmian            | EE+    |          | Dicembre 2019                                     |  |
| Snam                | EE-    |          | Dicembre 2019                                     |  |
| Telecom Italia      | E      |          | Dicembre 2019                                     |  |
| Moncler             | E+     |          | Dicembre 2019                                     |  |
| Diasorin            | EE-    |          | Dicembre 2019                                     |  |
| Mediobanca          | EE-    |          | Dicembre 2019                                     |  |
| Pirelli & C.        | E+     |          | Dicembre 2019                                     |  |
| Tenaris             | E+     |          | Dicembre 2019                                     |  |
| Italgas             | E+     |          | Dicembre 2019                                     |  |
| Buzzi Unicem        | E+     |          | Dicembre 2019                                     |  |
| Unipol              | EE     |          | Dicembre 2019                                     |  |
| Atlantia            | E-     |          | Dicembre 2019                                     |  |
| Exor                | E      |          | Dicembre 2019                                     |  |
| Poste Italiane      | E+     |          | Dicembre 2019                                     |  |
| Salvatore Ferragamo | E      | Positivo | Dicembre 2019                                     |  |
| Terna               | E+     |          | Dicembre 2019                                     |  |
| Mediaset            | E-     |          | Dicembre 2019                                     |  |
| Recordati           | E+     |          | Dicembre 2019                                     |  |
| UnipolSai           | EE+    |          | Dicembre 2019                                     |  |
| Amplifon            | E+     |          | Dicembre 2019                                     |  |
| Banca Generali      | EE     |          | Dicembre 2019                                     |  |
| Leonardo            | EE     |          | Dicembre 2019                                     |  |

### Rating alle Nazioni
Questa invece la situazione degli Stati nazionali con rating di sostenibilità come da aggiornamento dei rating pubblicati sul sito di SE a gennaio 2019. Dal 2013 e per la prima volta è stata retata anche la Città dello Stato Vaticano:
Per tutte le informazioni piu' aggiornate relative ai rating pubblici di Standard Ethics si rimanda al sito: http://www.standardethicsrating.eu/
| Country            | Rating | Outlook            | Date of last information download from SE website |  |
| ------------------ | ------ | ------------------ | ------------------------------------------------- |  |
| Argentina          | E      |                    | Maggio 2020                                       |  |
| Australia          | EE+    |                    | Maggio 2020                                       |  |
| Austria            | EE-    |                    | Maggio 2020                                       |  |
| Belgio             | EEE-   |                    | Maggio 2020                                       |  |
| Brasile            | EE-    |                    | Maggio 2020                                       |  |
| Bulgaria           | EE-    |                    | Maggio 2020                                       |  |
| Canada             | EEE-   |                    | Maggio 2020                                       |  |
| Cile               | E+     |                    | Maggio 2020                                       |  |
| Cina               | E-     |                    | Maggio 2020                                       |  |
| Rep. Ceca          | EE-    |                    | Maggio 2020                                       |  |
| Danimarca          | EEE    |                    | Maggio 2020                                       |  |
| Egitto             | E-     |                    | Maggio 2020                                       |  |
| Estonia            | EE-    |                    | Maggio 2020                                       |  |
| Finlandia          | EEE-   |                    | Maggio 2020                                       |  |
| Francia            | EEE-   |                    | Maggio 2020                                       |  |
| Germania           | EE+    |                    | Maggio 2020                                       |  |
| Regno Unito        | EEE-   |                    | Maggio 2020                                       |  |
| Grecia             | EE     |                    | Maggio 2020                                       |  |
| Ungheria           | E      | Negativo           | Maggio 2020                                       |  |
| Islanda            | EEE    |                    | Maggio 2020                                       |  |
| India              | E      | Sotto osservazione | Maggio 2020                                       |  |
| Irlanda            | EEE-   |                    | Maggio 2020                                       |  |
| Israele            | E+     |                    | Maggio 2020                                       |  |
| Italia             | EE+    |                    | Maggio 2020                                       |  |
| Giappone           | EE     |                    | Maggio 2020                                       |  |
| Lussemburgo        | EE+    |                    | Maggio 2020                                       |  |
| Messico            | EE-    |                    | Maggio 2020                                       |  |
| Paesi Bassi        | EE+    |                    | Maggio 2020                                       |  |
| Nuova Zelanda      | EEE    |                    | Maggio 2020                                       |  |
| Norvegia           | EEE    |                    | Maggio 2020                                       |  |
| Polonia            | E      |                    | Maggio 2020                                       |  |
| Portogallo         | EE     |                    | Maggio 2020                                       |  |
| Romania            | EE-    |                    | Maggio 2020                                       |  |
| Russia             | E-     | Sotto osservazione | Maggio 2020                                       |  |
| Slovenia           | EE+    |                    | Maggio 2020                                       |  |
| Sudafrica          | EE-    |                    | Maggio 2020                                       |  |
| Corea del Sud      | E+     | Positivo           | Maggio 2020                                       |  |
| Spagna             | EE+    |                    | Maggio 2020                                       |  |
| Svezia             | EEE-   |                    | Maggio 2020                                       |  |
| Svizzera           | EE+    |                    | Maggio 2020                                       |  |
| Turchia            | E-     | Negativo           | Maggio 2020                                       |  |
| Stati Uniti        | EE     | Negativo           | Maggio 2020                                       |  |
| Città del Vaticano | EE     |                    | Maggio 2020                                       |  |